# NGC 4262
NGC 4262 é uma galáxia elíptica (E/SB0) localizada na direcção da constelação de Coma Berenices. Possui uma declinação de +14° 52' 40" e uma ascensão recta de 12 horas, 19 minutos e 30,6 segundos.
A galáxia NGC 4262 foi descoberta em 8 de Abril de 1784 por William Herschel.